# Ralph Forbes
Ralph Forbes Taylor (* 30. September 1896 in London, England; † 31. März 1951 in New York City, New York, Vereinigte Staaten) war ein britischer Schauspieler.

## Leben
Ralph Forbes, der sein Geburtsjahr stets mit 1904 angab, wurde unter dem Namen Ralph Forbes Taylor als Sohn von E. J. Taylor, einem Konzertsänger, und der Schauspielerin und Theatermanagerin Mary Forbes geboren. Eine seiner beiden jüngeren Schwestern war die Schauspielerin Brenda Forbes, die selbst eine erfolgreiche Karriere als Charakterdarstellerin in zahlreichen britischen Filmen hatte.
Er wollte zunächst Geistlicher werden, ehe er auf Wunsch seiner Familie am Denston College in Staffordshire Rechtswissenschaften studierte. Forbes brach sein Studium ab und begann 1917 unter dem Namen Ralph Forbes als Schauspieler zu arbeiten. Er tourte einige Jahre mit verschiedenen Bühnen durch die englische Provinz. 1924 gab er sein Debüt am Broadway, wo er im selben Jahr seine erste Ehefrau, die Schauspielerin Ruth Chatterton, traf, mit der in einigen Stücken gemeinsam auf der Bühne stand. 1926 bekam Forbes eine Rolle in der Verfilmung von Blutsbrüderschaft als Bruder von Ronald Colman und Neil Hamilton. 1931 wiederholte er seine Rolle in der Fortsetzung Beau Ideal. Der Film war ein kommerzieller Erfolg und Ralph Forbes unterschrieb einen Studiovertrag bei MGM. Er trat unter anderem neben Lillian Gish in The Enemy und mit Norma Shearer in The Actress auf. Der Film basiert auf einem Bühnenstück von Arthur Wing Pinero. Ende 1928 war er in The Trail of '98 an der Seite von Dolores del Río zu sehen. Der Film von Clarence Brown schilderte die dramatischen Ereignisse am Chilkoot Pass während des Klondike-Goldrauschs und wurde größtenteils vor Ort gedreht. Insgesamt entwickelte sich die Karriere von Ralph Forbes nicht wie erhofft und Anfang 1930 drehte er für Poverty Row Studios, unter anderem Mamba, einen Film der Tiffany Pictures.
Erst Ende des Jahres schaffte Forbes ein Comeback, als er auf Fürsprache seiner Ehefrau Ruth Chatterton eine Rolle in ihrem Film The Lady of Scandal, der Verfilmung von Frederick Lonsdales gleichnamigem Theaterstück, übernahm. Der Film schilderte die Erlebnisse einer erfolgreichen Schauspielerin, die einen Adligen heiratet und mit Ablehnung und Snobismus seiner konservativen Familie zurechtkommen muss. Die Handlung ähnelt sehr den Geschehnissen in The Actress. Bei beiden Filmen führte Sidney Franklin Regie. Ralph Forbes spielte in den nächsten Jahren zahlreiche Nebenrollen in weiteren A-Produktionen, unter anderem in The Bachelor Father neben Marion Davies, Napoleon vom Broadway an der Seite von John Barrymore und Carole Lombard sowie Liebesleid, Riptide, Der Tyrann und Romeo und Julia jeweils als Partner von Norma Shearer.
Gegen Ende der Dekade übernahm er regelmäßig Nebenrollen in B-Filmen. 1939 spielte Forbes in Der Hund von Baskerville. Es war der erste von 14 Filmen, die anfangs 20th Century Fox und später Universal Pictures bis 1946 mit Basil Rathbone als Sherlock Holmes produzierten. Forbes und Rathbone hatten bereits in The Lady of Scandal zusammengearbeitet.
Ab Beginn der 1940er konzentrierte sich Ralph Forbes zunehmend auf seine Bühnenauftritte und tourte in zahlreichen Stücken.
Ralph Forbes war dreimal verheiratet. Die erste Ehe von 1924 bis 1932 schloss er mit Ruth Chatterton. Seine zweite Ehe mit Heather Angel fiel in den Zeitraum von 1934 bis 1941. Die dritte Ehe dauerte von 1946 bis zu seinem Tod.
Er starb 1951 im Krankenhaus von Montefiore in der Bronx, New York.

## Filmografie (Auswahl)
- 1921: The Fifth Form at St. Dominic’s
- 1926: Blutsbrüderschaft (Beau Geste)
- 1927: Herr Wu (Mr. Wu)
- 1927: Der Herzschlag der Welt (The Enemy)
- 1928: Die Komödiantin (The Actress)
- 1928: Die goldene Hölle (The Trail of ’98)
- 1928: Die Masken des Erwin Reiner (The Masks of the Devil)
- 1930: The Green Goddess
- 1930: Mamba
- 1930: Lilies of the Field
- 1930: The Lady of Scandal
- 1931: The Bachelor Father
- 1932: Liebesleid (Smilin Through)
- 1933: Christopher Strong
- 1933: The Phantom Broadcast
- 1934: Riptide
- 1934: Der Tyrann (The Barretts of Wimpole Street)
- 1934: Napoleon vom Broadway (Twentieth Century)
- 1935: The Goose and the Gander
- 1935: Outcast Lady
- 1935: The Three Musketeers
- 1935: Enchanted April
- 1936: Maria von Schottland (Mary of Scotland)
- 1936: Romeo und Julia (Romeo and Juliet)
- 1937: Bühneneingang (Stage Door)
- 1937: The Last of Mrs. Cheyney
- 1937: Make a Wish
- 1938: Wenn ich König wär (If I were King)
- 1939: Der Hund von Baskerville (The Hound of Baskerville)
- 1939: Günstling einer Königin (The Private Lives of Elizabeth and Essex)
- 1939: The Magnificant Fraud
- 1939: Der Henker von London (Tower of London)
- 1940: Calling Philo Vance
- 1944: Der Pirat und die Dame (Frenchman’s Creek)